# 趙岩冰殺夫案
趙岩冰殺夫案發生於2006年（民國95年），是台灣本土繼鄧如雯案之後另一個受暴婦女殺夫案。本案由於情節與受虐婦女處境和鄧如雯案高度雷同，在案發之後亦引發婦女團體對受虐婦女處境的關注。

## 緣起
趙岩冰出生於中国大陆，父母在文革期間曾受批鬥，自小即與姨父母同住，並自稱毕业於华东工学院，取得化工碩士学位，任職過中國科學研究院河南分院。其第一任丈夫於1997年去世後，趙岩冰經由朋友介紹認識自稱台商的賈新民。賈新民出生于河南省睢县，黄埔军校21期毕业。第二次国共内战期间，賈新民父亲被中共政权处决。賈新民随国府来台，以少校军衔退役。賈新民年长趙岩冰23岁:1。贾在此前一年，与大陆籍配偶马某离婚:37。因趙岩冰相信賈新民擁有不錯的經濟條件，能協助分擔赴美國念書的女兒的學費，加上自己嚮往台灣的生活，兩人於2003年（民國92年）5月在河南省結婚。同年9月，趙岩冰隨後亦來台灣與賈新民同住。
在台生活期间，两人居住于臺北市大安区单身荣眷宿舍内:1的不同楼层房间内。当时，賈新民每月领三万元新台币的退俸。趙岩冰有外出工作（非固定工作）:1。兩人因意識形態、工作、家庭生活差異引發一連串爭吵，賈新民以「毛澤東的雜種」、「給我戴綠帽」、「蕩婦」等語辱罵趙岩冰，甚至用椅子與棍子動粗。2004年至2006年間，趙岩冰向臺灣臺北地方法院聲請核發保護令獲准，賈新民亦獲臺灣臺北地方法院檢察署檢察官聲請傷害罪的簡易判決。因不堪長期虐待加上罹患子宮頸癌，趙岩冰精神狀況大受影響，就診後發現重度憂鬱症須住院治療。

## 案件事實概述
嗣後，賈新民為逼使已罹患憂鬱症的趙岩冰離開台灣，竟向台北市長室陳情趙岩冰從事匪諜工作，居留證也有問題，致使趙岩冰為應付上述指控而忘記看診病情惡化。2006年2月1日，趙岩冰因多日未進食，加上因子宮頸癌裝設的導尿管出問題疼痛難當，不得不前往賈新民住處請求賈新民送其赴醫院，談話中提及賈新民應提供醫療費用之事，賈新民勃然大怒，稱趙岩冰如果再談錢，就要「剁掉腦袋」，並手持菜刀威脅。因賈新民先前亦威脅過要殺害趙岩冰，趙岩冰面對手持菜刀又口出威脅之語的賈新民，基於自我防衛之動機，以榔頭敲擊賈新民之頭部，並在之後奪走賈新民的菜刀對賈新民的頭部、頸部進行刺擊，致賈新民因流血過多當場死亡。趙岩冰於犯案後，前往臥龍街派出所自首犯行。

## 判決經過
2007年（民國95年）9月27日:37，臺灣臺北地方法院判决：趙岩冰殺人，处有期徒刑叁年，减为有期徒刑壹年陆月:1。
在義憤殺人的爭點部分，從一審到三審法院均作出不利趙岩冰的認定。因法院參酌趙岩冰的供述筆錄後認定趙岩冰殺人的動機係基於保護自己的生命，並非出於「道義」的理由而犯案，與義憤的概念有別。此外，依據實務判決意旨，義憤殺人的義憤必須達到＂足以引起一般人公憤＂的地步，賈新民言語雖有不當，但仍未至引起一般人公憤的程度，是故趙岩冰的行為無法成立較輕的義憤殺人罪。
但在正當防衛的爭點，三個審級的法院則均採取部分有利趙岩冰的見解。檢察官上訴意見中主張本案賈新民只有叫囂，並持刀放在茶几上，未必屬於得正當防衛的現實不法侵害。但法院認為，臺灣法律中的實務見解要求正當防衛需出於防衛「現時不法侵害」，而現時不法侵害包含的定義不應只限於已經開始的攻擊或正著手展開的侵犯行為，即使殺人行為只處於預備階段，既然台灣 刑法明文承認預備殺人罪的可罰性，則預備殺人應該也屬於可以被正當防衛的「現時不法侵害」。
事實審法院將上述論點結合受虐婦女症候群後認定趙岩冰的殺夫行為該當中華民國刑法第23條但書防衛過當。雖檢察官上訴意見認為趙岩冰先前曾向法院聲請核發保護令，並非逆來順受之人。其因精神疾病而導致自我控制力降低，未必得與一般家暴婦女等同。但法院仍肯認由於家暴婦女長年處於暴力情境，並處於施暴者的鐵腕控制之下，對暴力的感知與應對方式與一般人有異，例如受虐者往往無法自力尋求司法協助，求助過程更需克服一般人對受虐婦女的異樣眼光等等，使受暴婦女面對家暴反而可能產生出激烈的反應。加上趙岩冰屬於新移民婦女，隨夫定居後容易受男方掌控，同時居留身分常常必須仰賴配偶，又可能有文化適應困難，甚至還要面對家鄉人「嫁過來是享受榮華富貴」的異樣眼光，是以受暴新移民婦女的配偶時常利用此種結構弱勢控制受暴婦女，換言之，新移民婦女面對受暴處境比起一般婦女更無助。而賈新民亦曾利用離婚將影響居留權威脅趙岩冰，並時常毆打她，致趙岩冰因長期暴露在此等情境下罹患重度憂鬱症與創傷後壓力症候群，亦難以期待離鄉背井的趙岩冰能尋求一般途徑反抗賈新民。有鑑於此，法院認為趙岩冰在賈新民拿菜刀恫嚇要剁掉他腦袋時，因平時對賈新民的恐懼以及當下情景的嚴重性而持榔頭與菜刀砍殺其夫的行為，構成正當防衛，但若需要達成防衛目的僅須朝賈新民的手部等非要害部位揮砍即可，不應砍向頭頸部等要害，是故趙岩冰的行為仍屬防衛過當。
最後，在趙岩冰犯案時是否處於精神耗弱狀況一點，一、二審法院亦均採取否定見解。法院認為即使趙岩冰平日罹患憂鬱症，但犯案時仍有餘力清洗犯罪現場，並前往派出所自首，且能清楚陳述犯案動機、情節、對話內容等事項，足見趙岩冰於行兇當下並未陷於精神耗弱，而鑑定結果亦指出趙岩冰犯案時未達精神耗弱狀態，法院因而未適用刑法第19條減刑。

## 各界迴響與本案後續

### 趙岩冰
趙岩冰於判決後至龍潭女監服刑，其後雖聲請假釋獲准，但因涉入殺夫案件的緣故，居留證被廢止，針對廢止居留處分所提的訴願亦未獲勝訴判決，最後被遣返回國。
趙岩冰基於自己的想法（金錢目的）選擇配偶，與鄧如雯被強制性交威脅結婚完全不同，趙、鄧二人婚後生活也完全不同，趙係選擇為達成目的要求配偶，而鄧縱極力避免自己家人被暴力對待忍耐七年，仍面臨全家任性被配偶暴力乃至於性侵的威脅當中。

### 民間團體與學界
本案雖與鄧案不同，但被告趙岩冰的新移民（外籍配偶）背景引發諸多同情。是以審判期間，民間團體如婦女救援基金會、婦女新知基金會等均投入聲援，不僅串聯觀審，亦召開記者會聲援。
而法院在判決論理過程中反對將義憤殺人罪與精神耗弱減刑要件適用於本案也與鄧如雯案如出一輒，從而引來了部分批評。被告律師賴芳玉主張家暴案件也可能引起公憤，例如東石鄉曾發生鄉民包圍法院為受婆婆虐待的媳婦討公道的社會事件，足見法院漏未考量義憤殺人，令人遺憾。而法院認定本案防衛過當一事，學者薛智仁感歎法院對於合理防衛手段的標準太過限縮，實有再商榷的空間。但也有民間團體認為法院勇於採納「受虐婦女症候群」理論，並以之作成肯定家暴婦女有權正當防衛的結論，仍然值得肯定。
又由於趙岩冰案亦凸顯出新移民女子（外籍配偶）依親來台如欲取得居留須通過重重考驗，工作證亦需要配偶配合，若遇家庭暴力、喪偶等情境則可能使他們面臨遣返的嚴峻處境。是以亦有民間團體主張推動修法使家暴新移民婦女得以獨立申請永久居留權，以保障新移民婦女的人權。